# Distenorrhinus antennatus
Distenorrhinus antennatus is een keversoort uit de familie bastaardsnuitkevers (Nemonychidae). De wetenschappelijke naam van de soort werd in 1977 gepubliceerd door L. Arnoldi.